# キエジーナ・ウッツァネーゼ
キエジーナ・ウッツァネーゼ (伊: Chiesina Uzzanese) は、イタリア共和国トスカーナ州ピストイア県にある、人口約4,500人の基礎自治体（コムーネ）。

## 地理

### 位置・広がり

#### 隣接コムーネ
隣接するコムーネは以下の通り。括弧内のLUはルッカ県、FIはフィレンツェ県所属を示す。
- アルトパーショ (LU)
- ブッジャーノ
- フチェッキオ (FI)
- モンテカルロ (LU)
- ペーシャ
- ポンテ・ブッジャネーゼ
- ウッツァーノ

### 気候分類・地震分類
キエジーナ・ウッツァネーゼにおけるイタリアの気候分類 (it) および度日は、zona D, 1695 GGである。
また、イタリアの地震リスク階級 (it) では、zona 3 (sismicità bassa) に分類される。

## 行政

### 分離集落
キエジーナ・ウッツァネーゼには以下の分離集落（フラツィオーネ）がある。
- Capanna, Chiesanuova, Molin Nuovo

## 姉妹都市
- Saint-Memmie、フランス